# Danowo (przystanek kolejowy)
Danowo - były przystanek osobowy w Danowie w Polsce, w województwie zachodniopomorskim, w powiecie goleniowskim, w gminie Goleniów.